# 工兵橋
工兵橋（こうへいばし）は、広島県広島市の京橋川にかかる人道橋（歩道橋）。

## 概要
京橋川と旧太田川の分岐点よりやや下流に架かる、旧市内唯一の吊橋である。橋名の由来は下記歴史参照。上流に祇園新道筋の新こうへい橋（下記参照）、下流に広島県道37号広島三次線筋の牛田大橋がある。
白島側に原爆被災説明板があり、サクラ並木が整備されている。テレビドラマ「はだしのゲン」（2007年）のロケ現場の一つでもある。

## 諸元
| 工兵橋。左が新こうへい橋より撮影、右が橋面。 |  | 工兵橋。左が新こうへい橋より撮影、右が橋面。 |
| 工兵橋。左が新こうへい橋より撮影、右が橋面。 |  |                                              |

- 路線名 : 広島市道東4区156号線[3]
- 橋種 : 単径間補剛吊橋（木製床版）[4]
- 橋長 : 77.8m[2]
- 幅員 : 1.8m[2]（2.5m[3]）
- ケーブル : 7×19φ52mm[4]
- 塔柱 : 鉄筋コンクリート構造
- 竣工 : 1954年（昭和29年）[1]
  - 補強1986年（昭和61年）[4]
- 施工 : 東京製綱[4]

## 歴史

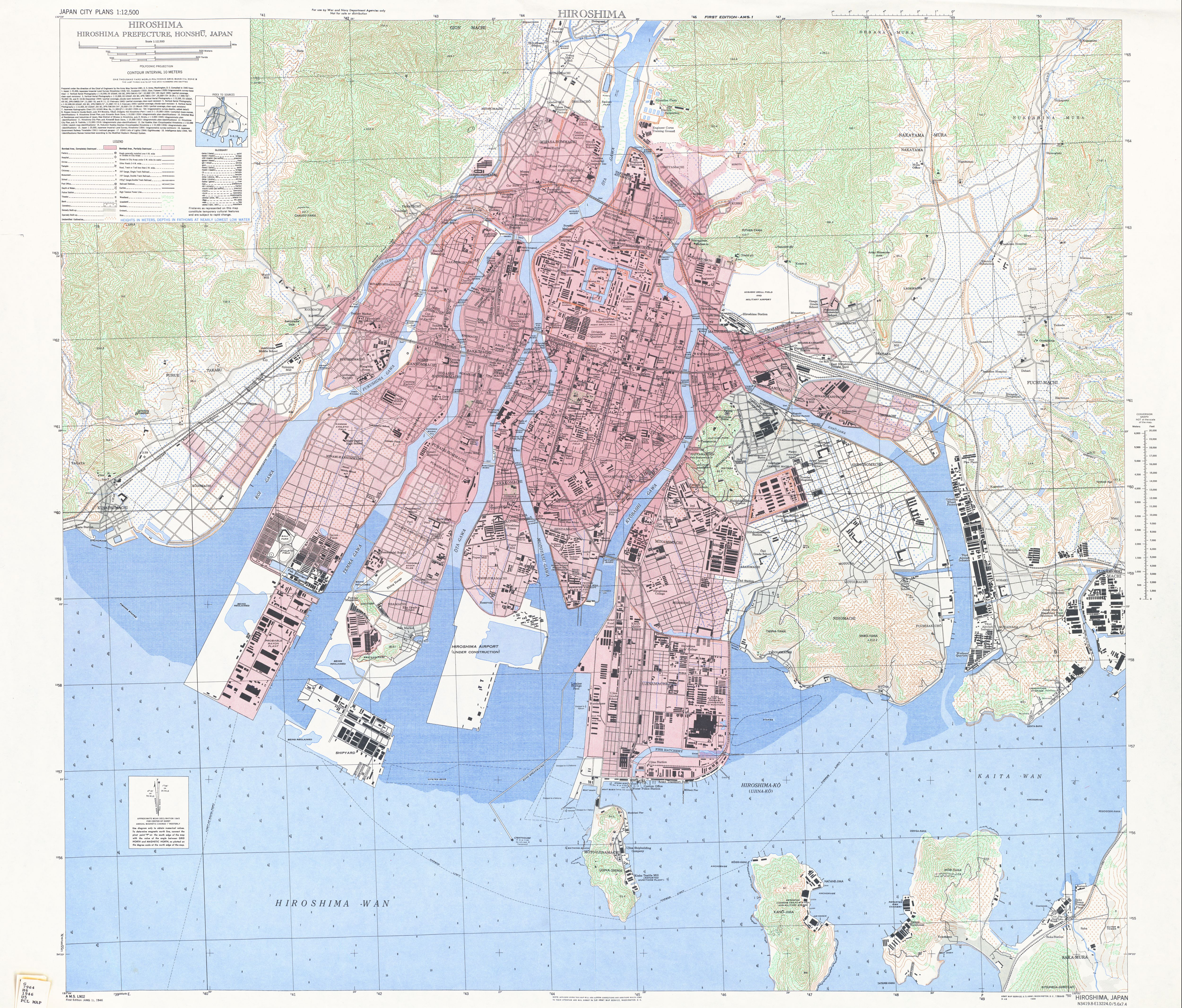
1945年米軍作成の広島市地図。"KOHEI-BASHI"（工兵橋）、"5th Engineer Battlion"（工兵第5連隊）、Engineer Corps Training Ground"（工兵隊演習場）が確認できる。

1889年（明治22年）、白島町北端に駐屯する大日本帝国陸軍工兵第5連隊と京橋川の北岸に所在した牛田の演習場の連絡橋として（右地図参照）、工兵隊の手により木橋が架けられた。これが初代の工兵橋であり、橋名の由来でもある。ただこの橋は1919年（大正8年）7月洪水により落橋してしまう。
1921年（大正10年）に現在の形となる吊橋となった。その後1933年（昭和8年）に架け替えられている。太平洋戦争中には、工兵隊を侮辱する橋名であるとして「興亜橋」と改称されたこともある。またこのころは軍人が使うものとして地元住民も近づくことができなかった。
1945年（昭和20年）8月6日広島市への原子爆弾投下による被爆、この橋は爆心地から約2.3kmに位置した。周囲の民家が全焼する中、床版の一部が落下していたが、爆風方向に対して平行に架かっていたため落橋はしなかった。そのため、広島市内から郊外（牛田方面）への市民の避難路として使われた。その際、憲兵隊が立ち、一時牛田方面から市内へ入ることは制限された。
終戦後に「工兵橋」の看板は取り払われた。老朽化に伴い1954年（昭和29年）に現在のものに架け替えられている。1986年（昭和61年）メインケーブルや主塔アンカーケーブルの取替えなど補強を行った。1990年代に入り、祇園新道が整備され新こうへい橋が架橋したことに加え、この橋自体老朽化が目立つようになり市が撤去を検討していたが、地元住民による反対により頓挫している。

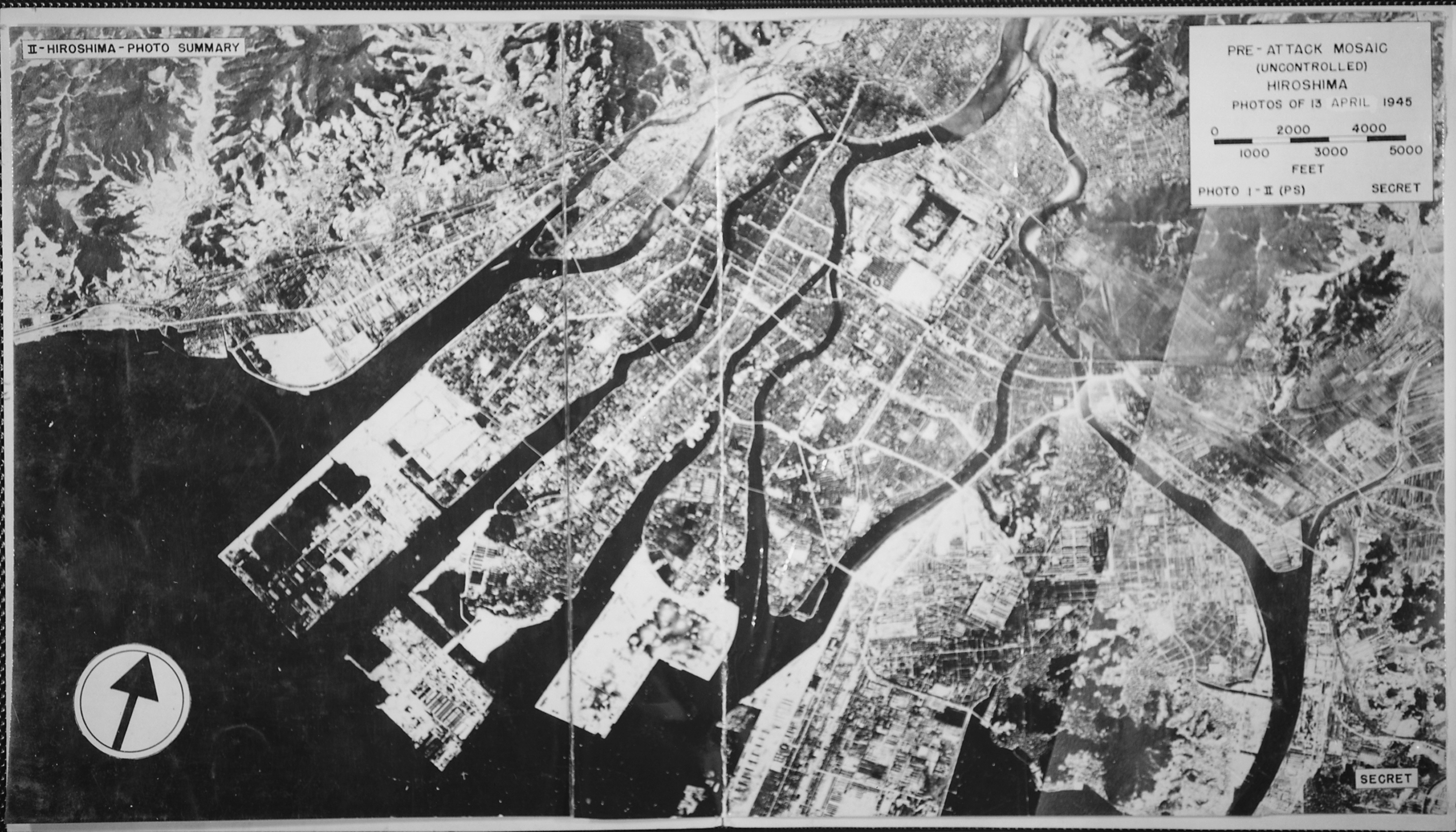
1945年被爆前の広島市。
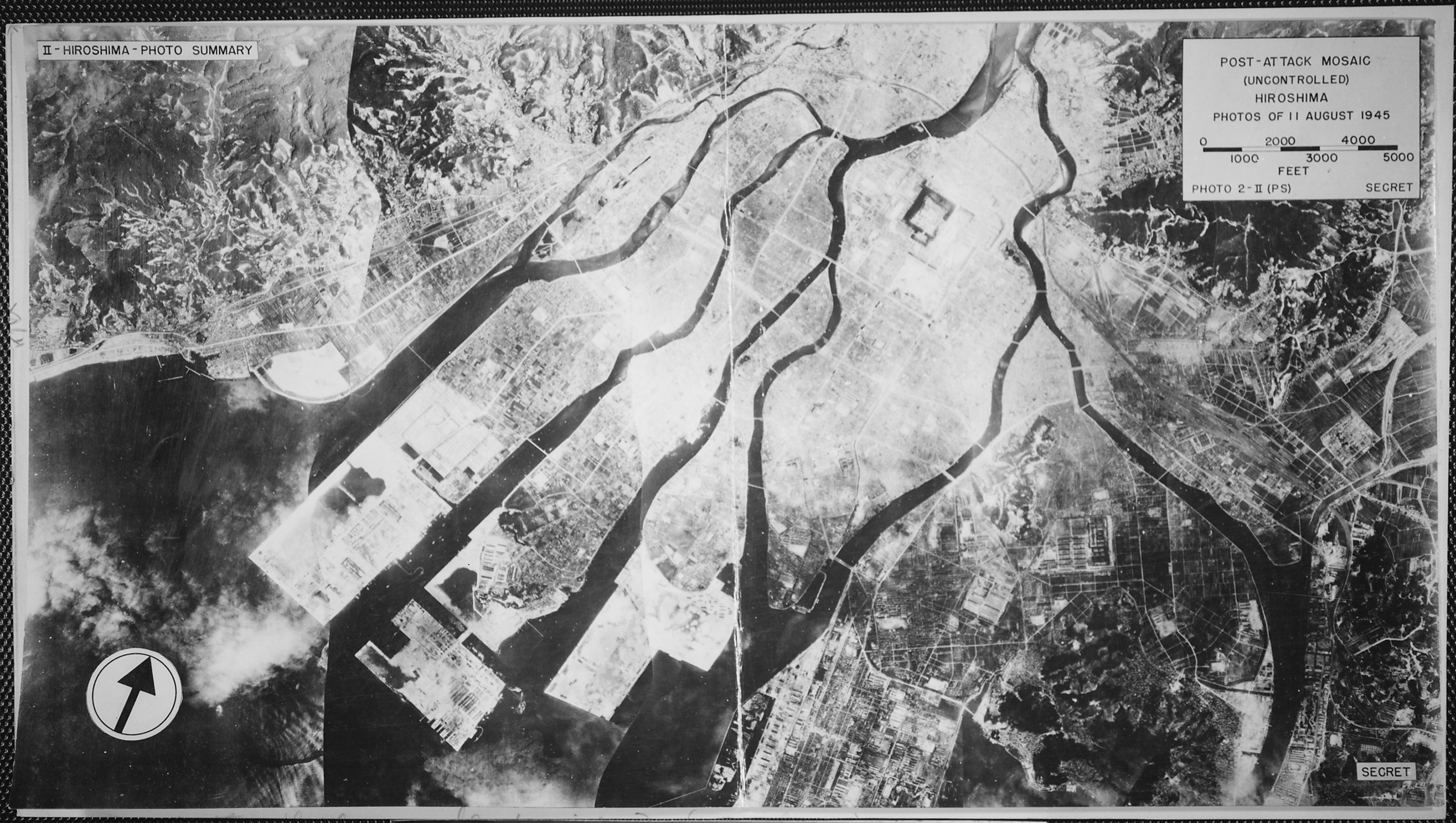
1945年被爆後。落橋していないとわかる。

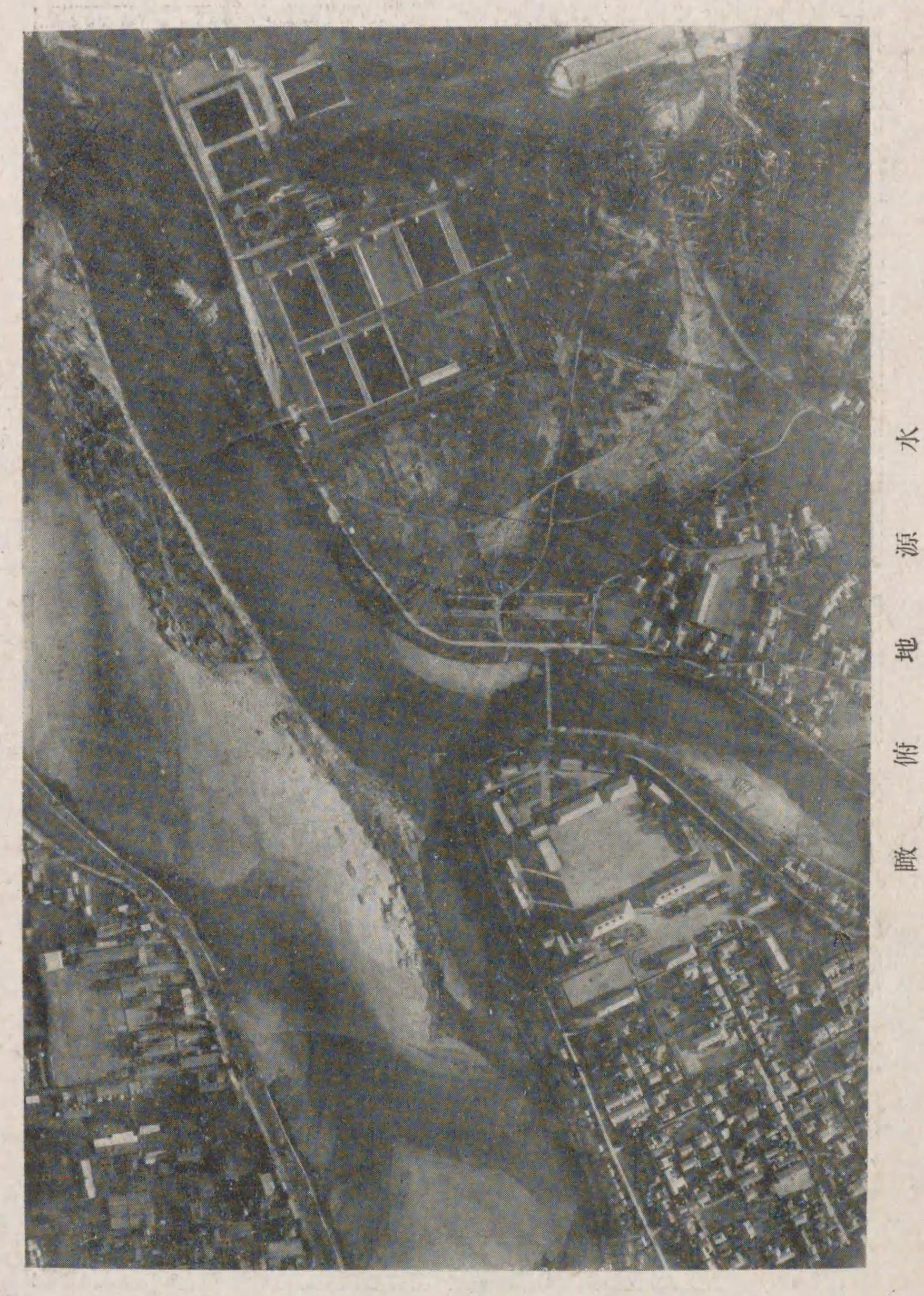
1930年代。右上地図と位置関係を参照のこと。
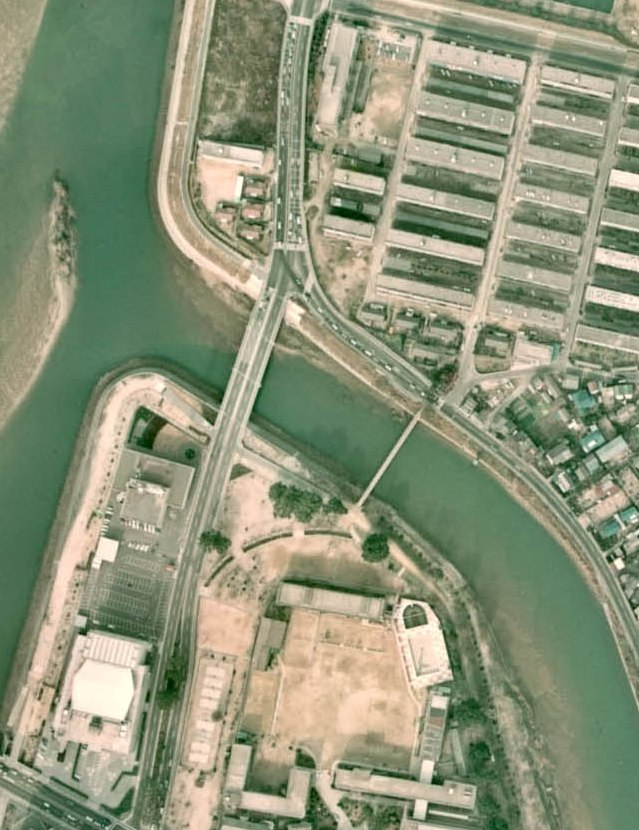
1974年[6]。架橋後のこうへい橋（左）と工兵橋（右）。
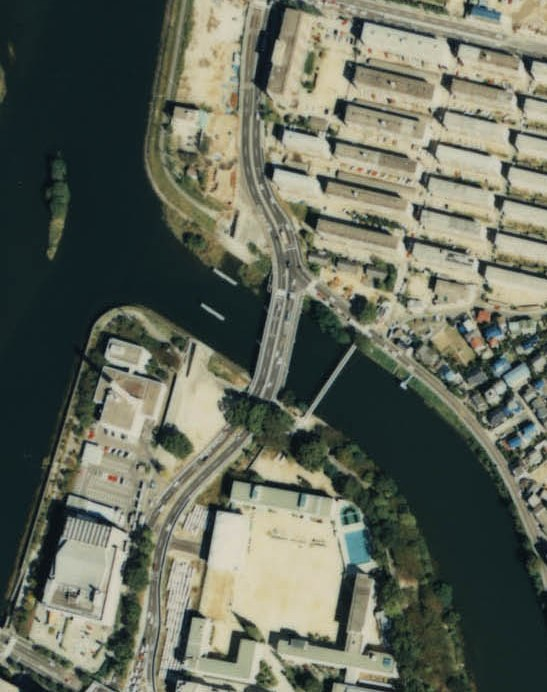
1988年[6]。旧こうへい橋撤去中（左、旧こうへい橋の橋脚が見える）と、仮設のこうへい橋（中央）と、工兵橋（右）。並行して祇園新道が整備中であることもわかる。
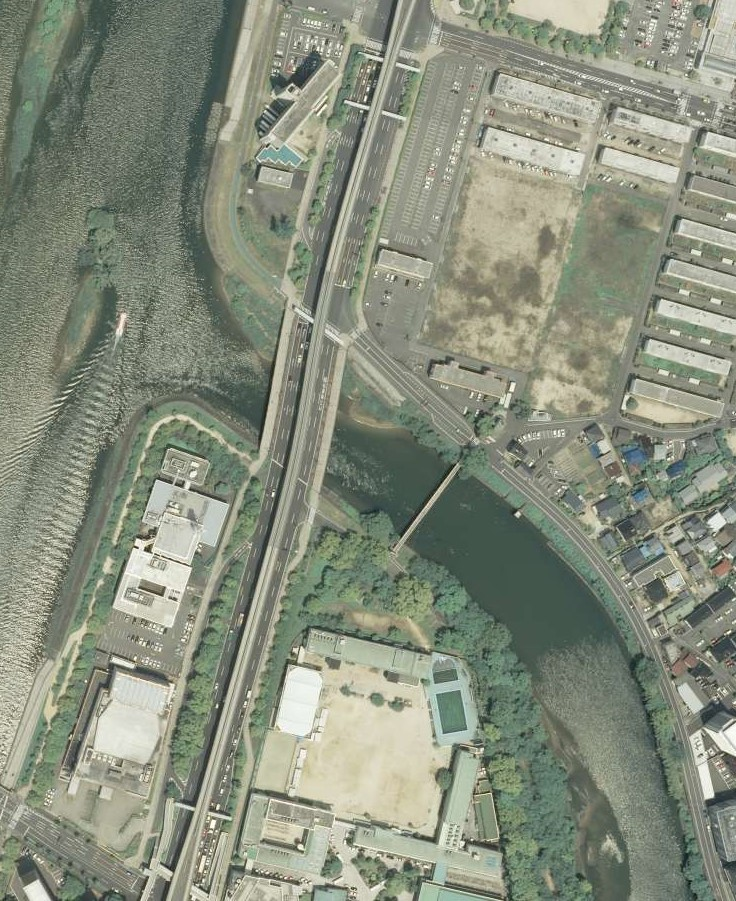
2008年[6]。

## 新こうへい橋
工兵橋のやや上流（旧太田川と京橋川の分岐点近く）、祇園新道に沿って架けられている「新こうへい橋」は、1973年7月「こうへい橋」として架設された橋を1991年10月新たに掛け替えたものである。
旧「こうへい橋」はもともと「長寿園橋」という名称が予定されていた（「長寿園」は戦後初期まで工兵橋から三篠橋に至る川岸に所在していた桜の名所。現在も白島にある「県営長寿園高層アパート」に名を留めている）が、名称について両岸地区（白島・牛田）の住民の間に紛争が生じたため「公平に」との意図を込めて「こうへい橋」と命名された（四国五郎『広島百橋』 / 「工兵」という文字は広島に合わないとして使わなかったという説もある）。
なお、広島高速交通広島新交通1号線（アストラムライン、右画像の高架がそれにあたる）の路線が並行している。

## 参考資料
- 四国五郎『広島百橋』春陽社出版、1975年。ASIN B000J9FFA2。
- 夏の工兵橋 - 広島市
- 工兵橋 - 広島平和記念資料館平和データベース
- 工兵橋 - 広島ぶらり散歩
- 工兵橋と工兵第五聨隊慰霊碑 - ヒロシマの今から過去を見て回る会